# Metaplastes ornatus
Metaplastes ornatus är en insektsart som först beskrevs av Willy Adolf Theodor Ramme 1931.  Metaplastes ornatus ingår i släktet Metaplastes och familjen vårtbitare. Inga underarter finns listade i Catalogue of Life.